# Черкутино
Че́ркутино — село в Собинском районе Владимирской области России, центр сельского поселения.

## География
Село расположено в 60 км на северо-запад от областного центра Владимира на автодороге Р75 Владимир — Кольчугино и в 27 км от районного центра Собинка.

## История

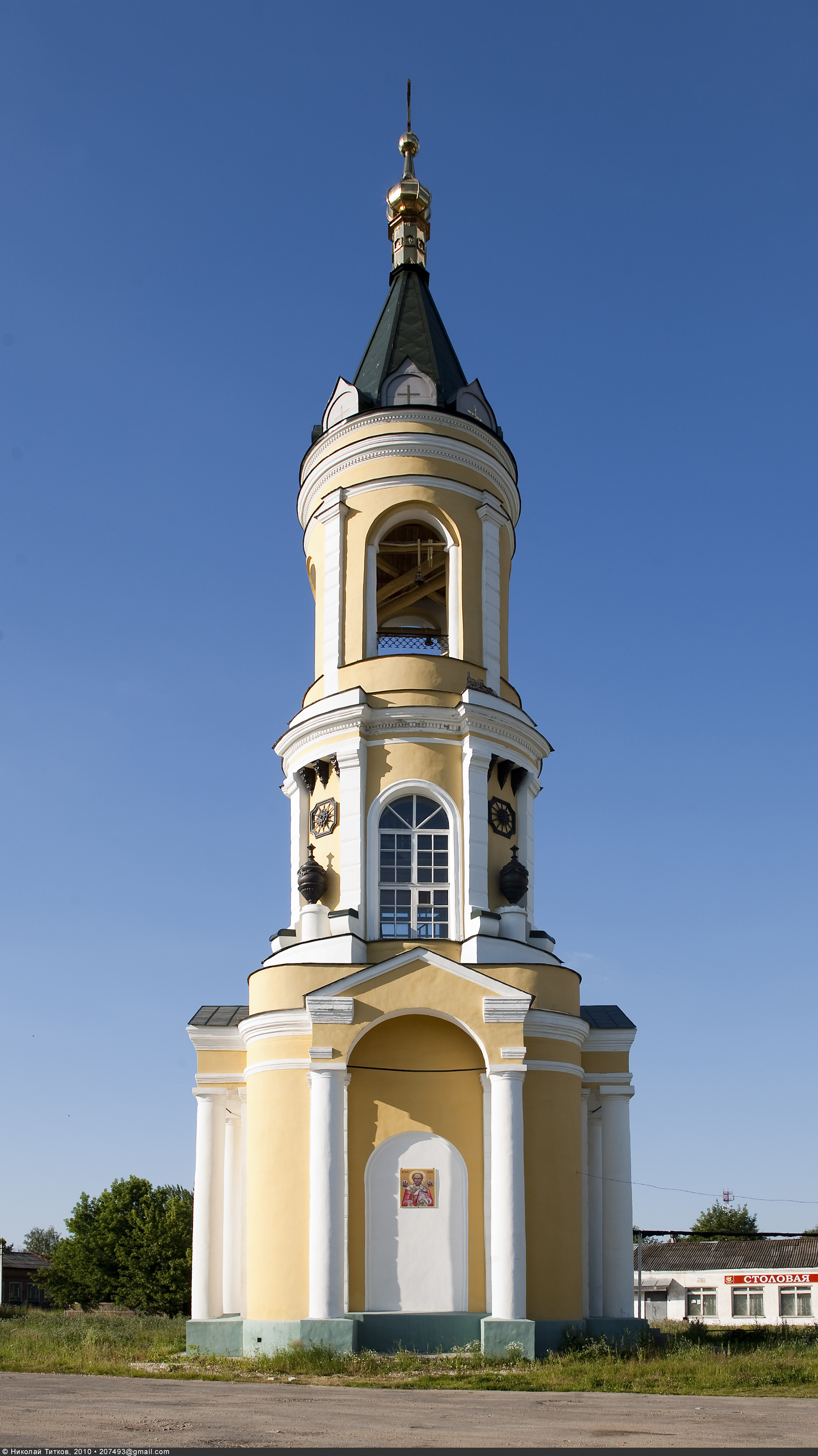
Колокольня церкви Николая Чудотворца в 2010 году

В XVII столетии село Черкутино было дворцовым имением; в XVIII-XIX столетии принадлежало фамилии князей Салтыковых. В книгах патриаршего казённого приказа под 1628 годом и писцовых Владимирских книгах «писца князь Григорья Шеховского» 1645-46 годов записана церковь святых чудотворцев Космы и Дамиана; указанная церковь упоминается в переписных Владимирских книгах 1703 года. Козьмо-Дамианская деревянная церковь в селе Черкутине существовала до 1727 года; в этом году была построена усердием владелицы села и прихожан и освящена каменная церковь в честь Рождества Пресвятой Богородицы, с приделом во имя святых бессребреников Космы и Дамиана. Каменная церковь в честь Рождества Пресвятой Богородицы построена в 1801 году владельцем села князем Н.И. Салтыковым. Престолов в ней три: в холодной — в честь Рождества Пресвятой Богородицы, в приделах теплых - во имя бессребреников Космы и Дамиана и святых апостолов Петра и Павла. При церкви каменная колокольня. Кроме того, в селе находились еще две церкви: кладбищенская Успенская и приписная Николаевская. В 1736 году помещик адъютант лейб-гвардии конного полка князь Иван Алексеев Салтыков вместо обветшавшей деревянной Николаевской церкви построил каменную в честь того же Святителя. Приход состоял из села и 25 деревень. В 1893 году всех дворов в приходе — 596, душ мужского пола — 2020, женского — 2242. 
В селе Черкутине имелись две школы: земская и церковно-приходская, открытая в 1885 году; последняя помещалась в отдельном доме, построенном князем Салтыковым.
До начала XVIII века входило в состав Владимирского уезда Замосковного края Московского царства.
В конце XIX — начале XX века село являлось центром Черкутинской волости Владимирского уезда.
С 1929 года село являлось центром Черкутинского сельсовета Ставровского района, с 1965 года и вплоть до 2005 года — в составе Собинского района.

### Переселенцы
В 1770-х годах владелец селений, Н. И. Салтыков, переселил из Черкутино своих крестьян в Воронежскую губернию, где основал селение Новочеркутино.

## Население
| 1859 | 1897 | 1905 | 1926 | 2002  | 2010  | 2021 |
| ---- | ---- | ---- | ---- | ----- | ----- | ---- |
| 1066 | ↘952 | ↘844 | ↗851 | ↗1095 | ↘1002 | ↘824 |

## Инфраструктура
В селе расположены Черкутинская основная общеобразовательная школа имени В.А. Солоухина (образована в 1872 году), дом культуры, фельдшерско-акушерский пункт, отделение почтовой связи 601235.

## Известные люди
- Голячков Леонид Дмитриевич (1919—1993) — Герой Советского Союза. Участник Великой Отечественной войны.
- Солоухин Владимир Алексеевич (1923 - 1997) несколько лет учился в Черкутинской семилетней школе.
- Зотов, Дмитрий Иванович (XIX век) — крестьянин, церковный староста (в 1885 году на свои средства построил каменную часовню, в 1890 году построил земское училище, обнес кладбище каменной оградой).[11]
- Никитин, Александр Андреевич (1823—1867) — русский купец и государственный деятель.
- Никитин, Никита Алексеевич (1783—1866), основатель владимирского купеческого рода Никитиных.
- Салтыков, Николай Иванович (1736—1816), военный и государственный деятель, генерал-фельдмаршал. Имел в Черкутино усадьбу.
- Сперанский, Михаил Михайлович (1772—1839) — общественный и государственный деятель времён Александра I и Николая I, реформатор и законотворец. Родился в селе, сын местного священника и благочинного Михаила Васильева.

## Достопримечательности
- Колокольня (1801) действующей церкви Николая Чудотворца.
- Кладбищенская церковь, освящённая в честь Успения Богородицы (1798, разрушена).
- Неизвестная часовня при кладбище (1885).
- Церковь Николая Чудотворца (1736).
- Ансамбль усадьбы Салтыковых (1730-е), в XX веке вместо мезонина усадьбы был надстроен второй этаж. Долгие годы в ней функционировал сначала детский дом, затем Черкутинский психоневрологический интернат.
- Дом сестры М.М. Сперанского (предположительно) (ул. Сперанского (Советская), 18).
- Крестьянский дом (ул. Солоухина, 34).
- Памятник погибшим в Великой Отечественной войне.
- Музей Михаила Михайловича Сперанского.